# Thomas Dewey
Thomas Edmund Dewey (ur. 24 marca 1902, zm. 16 marca 1971) – amerykański polityk, działacz Partii Republikańskiej, gubernator stanu Nowy Jork i dwukrotny kandydat na urząd prezydenta (w 1944 i 1948 roku).

## Najwcześniejsze lata
Dewey przyszedł na świat w Owosso w stanie Michigan, gdzie jego ojciec wydawał lokalną gazetę. Przyszły polityk ukończył studia na Uniwersytecie stanu Michigan w 1923 i studia prawnicze na Uniwersytecie Columbia w Nowym Jorku w 1925.

## Prokurator stanowy i specjalny
W 1930 roku Dewey został prokuratorem w Nowym Jorku. Jego pierwszym poważnym sukcesem było skazanie gangstera Dutcha Schulza za niepłacenie podatków. Schulz z zemsty zażądał od Komisji (tj. szefów rodzin mafijnych) zgody na zabicie Deweya. Komisja jednak zdecydowanie odmówiła, słusznie obawiając się, że za ewentualne zabicie prokuratora FBI wypowie mafii totalną wojnę. Wściekły Schulz odgrażał się, że sam go zabije, czym przypieczętował swój los.
Największym osiągnięciem Deweya było skazanie w 1936 roku gangstera Luckiego Luciano m.in. za suternerstwo. Deweyowi udała się ta sztuka m.in. poprzez stosowanie podsłuchów telefonicznych (wtedy na podsłuch nie była potrzebna zgoda sądu) oraz przekonanie do zeznawania przeciwko Luciano drobnych przestępców, burdelmam i prostytutek.

## Gubernator stanu Nowy Jork
W 1938 roku, w wieku zaledwie 36 lat, Dewey kandydował po raz pierwszy na stanowisko gubernatora Nowego Jorku, eksponując w kampanii swoje osiągnięcia jako prokuratora miejskiego. Wybory jednak przegrał. Gubernatorem został dopiero cztery lata później, ponownie go wybrano w roku 1948. Uznawany był za dobrego gubernatora. Miał spore osiągnięcia m.in. w dziedzinie edukacji.

## Kandydat prezydencki
Po raz pierwszy – jeszcze jako prokurator – Dewey starał się uzyskać nominację jako kandydat na prezydenta Partii Republikańskiej w 1940 roku, ale przegrał rywalizację z Wendellem Willkie’m, który z kolei przegrał z ubiegającym się o trzeci wybór prezydentem Franklinem Rooseveltem.

### Wybory 1944
W roku 1944 Dewey po raz pierwszy uzyskał prezydencką nominację. Jednakże przegrał w rywalizacji z Franklinem Delano Rooseveltem. Uzyskał jednak największy odsetek głosów spośród kandydatów republikańskich od czasów Herberta Hoovera w 1928. Co otwierało mu drogę do uzyskania ponownej nominacji za cztery lata. Dewey – choć popierał Nowy Ład – musiał w tamtych wyborach atakować Roosevelta. W ogóle plasował się na lewym skrzydle swej partii.

### Wybory 1948
W 1948 roku Dewey bez trudu uzyskał nominację Partii Republikańskiej. Wydawało się, że bez trudu wygra wybory. Urzędujący prezydent Harry Truman był niepopularny, a na dodatek w Partii Demokratycznej nastąpił rozłam po tym, jak swoją kandydaturę wystawił Strom Thurmond, ówczesny gubernator Karoliny Południowej. W czasie kampanii wyborczej Dewey ignorował Trumana i unikał wszelkich kontrowersji.
Wbrew wszelkim przewidywaniom i badaniom opinii publicznej Truman pokonał pewnego zwycięzcę wyborów – Deweya. Truman zebrał 24 105 695 głosów wyborczych (co dawało mu 49,7 procent poparcia), a Dewey 21 969 170 (45,3%). Stosunek głosów elektorskich wynosił 303 do 189 na korzyść Trumana.
Najprawdopodobniej najbardziej pamiętanym momentem kampanii prezydenckiej w 1948 roku jest obraz prezydenta Harry’ego Trumana, który – uśmiechnięty od ucha do ucha – pokazuje palcem tytuł w Chicago Tribune głoszący: DEWEY POKONAŁ TRUMANA (ang. DEWEY DEFEATS TRUMAN).

## Późniejsze lata
W roku 1952 Dewey nie kandydował już na urząd prezydenta, popierając kandydaturę generała Eisenhowera. Odegrał też czołową rolę w nominowaniu senatora Richarda Nixona z Kalifornii jako kandydata na wiceprezydenta. Kiedy Eisenhower rozważał możliwość nieubiegania się o drugą kadencję w 1956, sugerował, iż Dewey powinien być jego następcą, ale negatywna reakcja bossów partyjnych skłoniła go do stanięcia do wyborów.
Dewey popierał globalne zaangażowanie Stanów Zjednoczonych i plan Marshalla. Prezydent Richard Nixon oferował mu swego czasu nominację na sędziego Sądu Najwyższego, ale Dewey odmówił, woląc pozostać na emeryturze politycznej, na jakiej się znajdował od 1955, czyli końca gubernatorskiej kadencji.
Zmarł na atak serca 16 marca 1971 podczas wakacji w Bal Harbour na Florydzie. W roku 1964 Legislatura Stanu Nowy Jork została przemianowana na jego cześć.